# Blueprint (Film)
Blueprint ist ein 2003 in den Kinos erschienenes Drama des deutschen Regisseurs Rolf Schübel mit Franka Potente in der Hauptrolle der Iris und Siri Sellin. Der Film setzt sich mit der ethischen Frage des Klonens auseinander und ist eine Verfilmung des mit dem deutschen Jugendliteraturpreis ausgezeichneten Buches Blueprint der Autorin Charlotte Kerner.

## Handlung
Als die berühmte Pianistin Iris Sellin erfährt, dass sie die unheilbare Nervensystemerkrankung Multiple Sklerose hat, wendet sie sich mit einem Plan an den Reproduktionsmediziner Martin Fischer: Er soll sie klonen, damit ihr musikalisches Können nicht durch ihren Tod verloren geht. Fischer lässt sich darauf ein und so wird Iris’ Tochter Siri, die gleichzeitig ihr Klon ist, geboren.
Als Siri aber im Alter von 13 Jahren feststellt, dass sie nur ein Klon ihrer Mutter ist, zerbricht die bis dahin so glückliche Beziehung zwischen ihr und Iris. In den folgenden Jahren versuchen beide sich in allen Aspekten des Lebens gegenseitig zu behindern und machen sich das Leben so unerträglich.
Um dieser Misere zu entkommen, zieht Siri nach Kanada, um dort ein einsames Leben jenseits aller Zivilisation zu leben. Als sie aber den charmanten Architekten Greg kennenlernt, vermag dieser wieder Liebe in ihr Leben zu bringen und sogar die Wogen zwischen Siri und ihrer Mutter zu glätten.

## Unterschiede zum Buch
Eine neue Figur namens Greg Lucas wird im Film in die Handlung aufgenommen. Er unterstützt Siri während ihres Aufenthaltes in Kanada. Im Buch bindet Siri sich am Muttertagskonzert nur eine gelbe Schleife um, was eher unauffällig ist. Im Film heftet sie sich für alle sichtbar einen Davidstern an, auf dem „Klon“ steht.
Im Film zieht Siri, nachdem sie sich vollkommen von ihrer Mutter abgegrenzt hat, nach Kanada und wird Tierfotografin. Dort fotografiert sie Wapitis. Im Buch wohnt sie als Künstlerin in Hamburg bei ihrem besten Freund Janeck. Die Distanzierung von Iris wird damit im Film deutlich stärker dargestellt.
Außerdem setzt der Wissenschaftler Martin Fischer (im Buch Mortimer Fisher) mehr aufs Besuchsrecht und macht das Klonen erst während Siris 13. Lebensjahres öffentlich, während Siri im Buch schon von klein weiß, dass sie geklont wurde.

## Kritik
„Pendelnd zwischen der Geschichte der egozentrischen Mutter und der rebellischen Tochter, kommt der von der Doppelhauptrolle bis in die Nebenrollen hervorragend besetzte und gespielte Film über die psychologisch differenzierte Darstellung des Mutter-Tochter-Konflikts nicht hinaus. Der ethischen Problematik der Gen-Technologie, die als Folie für die Not des Individuums fungiert, wird er nur im Ansatz gerecht.“